# أندري نازاروف
أندري نازاروف (بالإستونية: Andrei Nazarov)‏ هو منافس ألعاب قوى إستوني، ولد في 9 يناير 1965 في تالين في إستونيا.

## وصلات خارجية
- أندري نازاروف على موقع الاتحاد الدولي لألعاب القوى (الإنجليزية)
- أندري نازاروف على موقع اللجنة الأولمبية الدولية (الإنجليزية)
- أندري نازاروف على موقع أوليمبيديا (الإنجليزية)